# Совоглав гвенон
Совоглавият гвенон още гвенон на Хамлин (Cercopithecus hamlyni) е вид бозайник от семейство Коткоподобни маймуни (Cercopithecidae). Видът е световно застрашен, със статут Уязвим.

## Разпространение
Разпространен е в Демократична република Конго и Руанда.